# Aggiramento
L'aggiramento è una manovra militare tattica o strategica/operativa in cui, mentre una parte delle forze impegna frontalmente il nemico, un'altra aliquota opera sui fianchi (sulle ali) per prendere il nemico sul rovescio.
Può avvenire su entrambe le ali, in quest'ultimo caso la manovra è indicata talvolta come manovra a tenaglia. In genere l'aggiramento è finalizzato a realizzare l'accerchiamento del nemico, cioè a precludergli tutte le sue direzioni operative.

## Classificazione

### Aggiramento d'ala
Da quanto risulta storicamente sembra che il primo a predisporre nei piani di battaglia un aggiramento d'ala sia stato Epaminonda nella battaglia di Leuttra, in cui schierò le sue truppe migliori e meglio addestrate in profondità all'ala sinistra, in modo tale da aggirare il nemico su quell'ala. La manovra d'ala fu teorizzata nel XVII secolo  e fu portata alla massima efficienza da Federico II nella guerra dei sette anni. Dopo Federico II l'azione sul fianco dell'avversario divenne una manovra "classica", abbondantemente usata anche da Napoleone in diverse occasioni.

### Doppio aggiramento
L'aggiramento su entrambe le ali o manovra a tenaglia o (più raramente) attacco a tenaglia intende isolare il centro dell'accerchiato per attaccarlo su entrambi i fianchi. Le due ali  di un esercito si portano alla spalle o ai fianchi di un avversario accerchiandolo.
L'aggiramento su entrambe le ali venne usato, secondo la tradizione, da Milziade a Maratona. Successivamente fu utilizzato da Annibale a Canne e da Scipione a Campi Magni e Zama.
Con lo sviluppo della cavalleria e la nascita della staffa nel Medio Evo l'aggiramento su entrambe le ali divenne una manovra usuale della cavalleria quando si trovava di fronte a fanterie prive di armi da lancio.

### Accerchiamento
Lo sviluppo dell'aggiramento è l'accerchiamento del nemico, mentre l'aggiramento si prefigge di precludere le linee operative su uno o due fianchi, l'accerchiamento si prefigge di chiudere anche le linee operative sul retro del nemico, quindi l'accerchiamento prevede l'annientamento delle forze del nemico, e non semplicemente l'occupazione del territorio inizialmente controllato dal nemico.
L'accerchiamento strategico, quando ottiene il successo, è una delle azioni decisive in una campagna, come l'accerchiamento delle forze austriache ad Ulm o l'accerchiamento della 6. Armee tedesca entro Stalingrado. Notare che, in entrambi i casi indicati sopra, le forze nemiche chiuse entro la sacca furono praticamente annientate. L'aggiramento strategico ha influenza particolarmente sulle linee di comunicazione, costringendo quindi l'accerchiato ad una battaglia in condizioni sfavorevoli o, addirittura a fronte rovesciato

## Esempi

### Aggiramento d'ala (Leuthen)

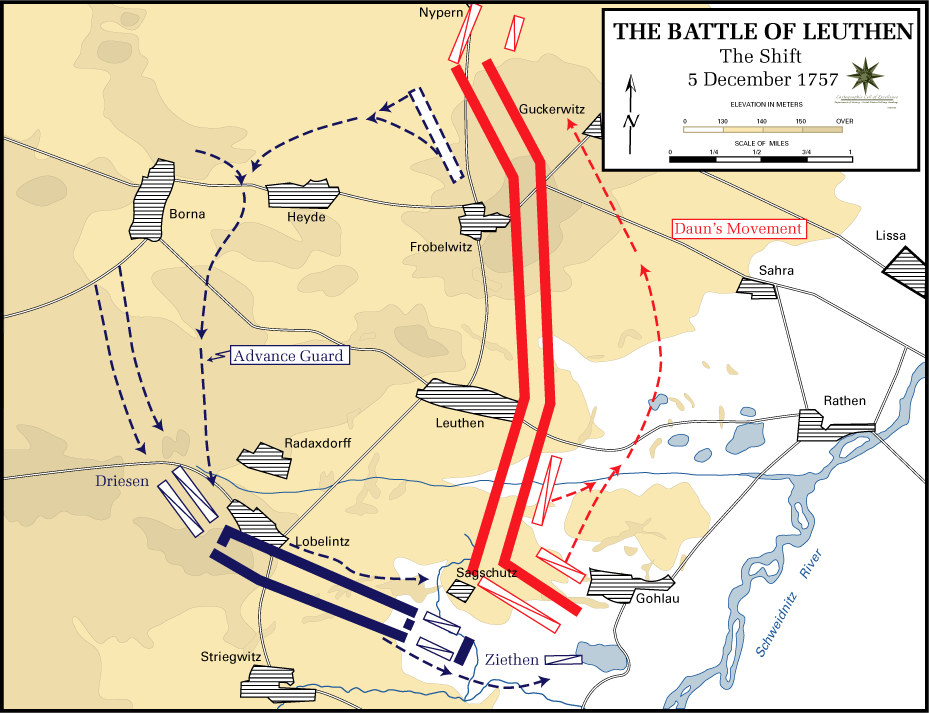
Battaglia di Leuthen, l'ordine obliquo di Federico sovrasta con l'ala destra l'ala sinistra dell'esercito austriaco

Il 5 dicembre 1757, presso Breslavia Federico II fronteggiava con 29000 fanti, 9800 cavalieri e 167 cannoni l'esercito austriaco, che comprendeva 48000 fanti, 10500 cavalieri e 210 cannoni, sotto il comando di Carlo Alessandro di Lorena e del Maresciallo Daun. Il 4 dicembre gli austriaci, sorpresi dalla rapida marcia di Federico, avevano abbandonato la forte posizione di Parchwitz- Neumarkt, accampandosi in terreno aperto. Federico reagì impegnando il nemico in battaglia prima che questi avesse il tempo di preparare posizioni difensive. La manovra di Federico fu un'avanzata con i battaglioni scalati verso l'ala sinistra austriaca, mentre il suo centro (più debole di quello dell'avversario) si impegnava per fissare il nemico, che, incerto sulle intenzioni prussiane, a mezzogiorno inviò un rinforzo alla cavalleria dell'ala destra e lo stesso Daun si portò in una posizione adatta ad esercitare direttamente il comando su quell'ala. Intanto l'ala destra prussiana muoveva verso sud, dando l'impressione di ritirarsi dalla battaglia, invece, una volta raggiunte le alture dietro a Lobenitz, si schierò di fronte all'ala sinistra con fronte nord ovest, quindi con un angolo di quasi 90º nei confronti della linea del centro. Solo a questo punto il comandante dell'ala sinistra austriaca, Nadasty, inviò una richiesta urgente di rinforzi a Daun, che si trovava all'altra estremità dello schieramento. Federico stesso diede gli ordini di marcia ai suoi battaglioni, che dovevano avanzare in formazione a scalare sull'ala sinistra austriaca, con il fianco coperto dalla cavalleria di Zieten. L'attacco, iniziato all'1.00 del pomeriggio, fece ritirare le forze contrapposte (in gran parte unità bavaresi e del Württemberg) ed aprì l'attacco su Leuthen (dietro il centro dello schieramento austriaco). A questo punto della battaglia, con la cavalleria austriaca più volte battuta da quella prussiana, Carlo di Lorena e Daun si ritirarono verso nord, tenendo tuttavia una guarnigione a Leuthen per rallentare l'avanzata prussiana. L'attacco a Leuthen iniziò alle 3.30 del pomeriggio e proseguì con attacchi e contrattacchi, avendo per epicentro la chiesa cattolica del paese, dove si era asserragliato il reggimento imperiale Rot-Würzburg, che tenne testa nei limiti delle sue possibilità ai migliori battaglioni prussiani. Praticamente il combattimento durò fino alla notte, quando gli austriaci abbandonarono le posizioni e si ritirarono a Lissa.

### Aggiramento sulle due ali (San Gottardo)

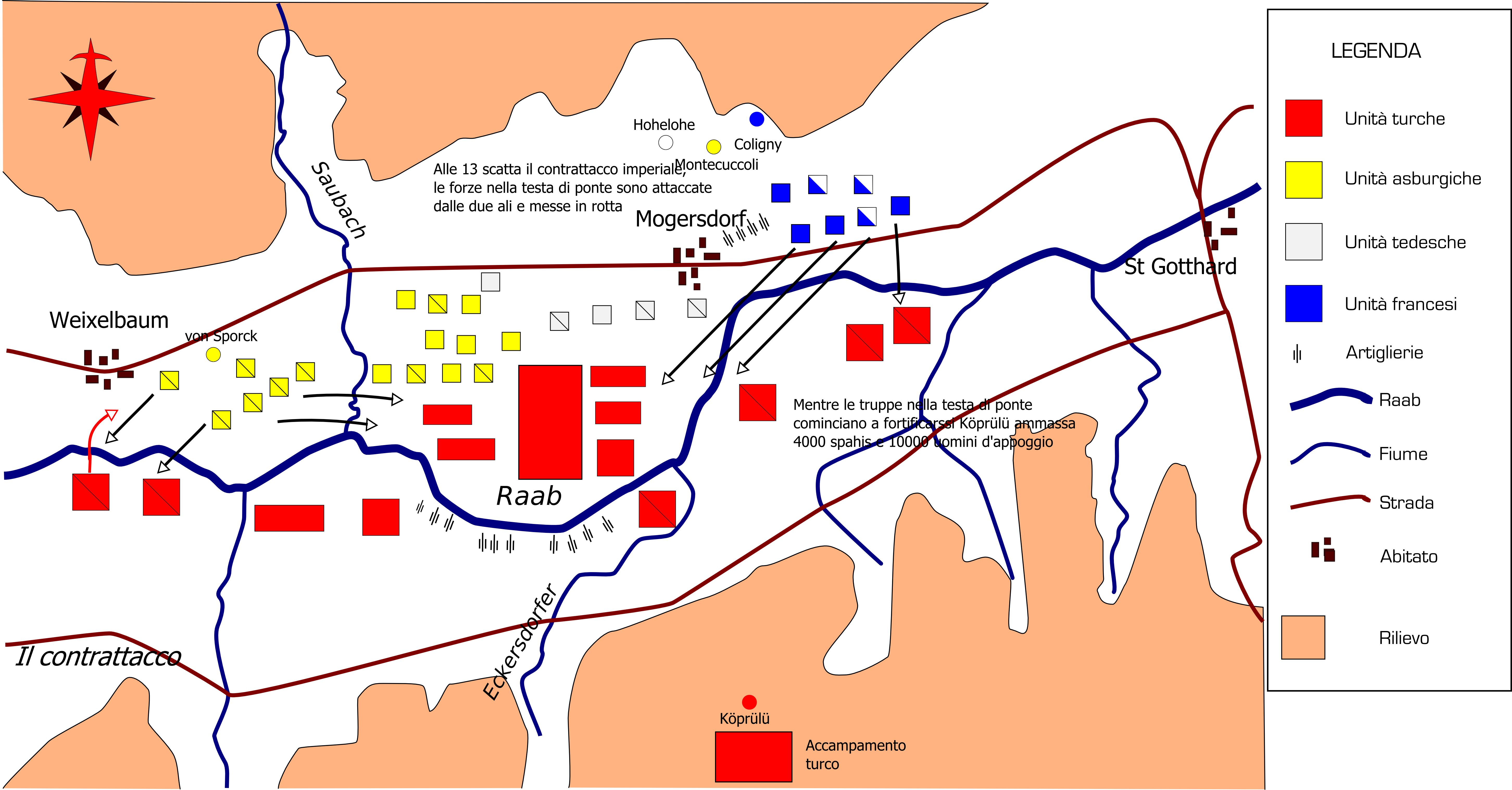
Mentre Köprülü ammassa le forze nella testa di ponte le due ali dello schieramento imperiale convergono sul retro delle forze ottomane.

Nel corso della mattina del 1º agosto 1664 l'esercito turco, comandato dal Gran Vizir Ahmed Köprülü, forte di circa 60000 uomini, era riuscito a forzare, con l'appoggio di una notevole superiorità in artiglierie, il passaggio della Raab e ad attestarsi in un'ansa del fiume. Di fronte a lui si trovavano 25000 uomini, guidati da Raimondo Montecuccoli, che comprendevano reparti imperiali, dei principati tedeschi e francesi. Le truppe al comando di Montecuccoli erano riuscite a contenere per tutta la mattina gli assalti delle migliori truppe a disposizione di Köprülü, ma a mezzogiorno, i turchi, ormai saldamente oltre il fiume, stavano preparandosi a fortificare le posizioni occupate e stavano accumulando nell'ansa altre forze per sfondare definitivamente il centro degli avversari. Montecuccoli convocò presso il suo comando tutti i comandanti in sottordine, mettendo bene in evidenza che, senza un intervento deciso, la superiorità numerica degli ottomani li avrebbe costretti ad una ritirata, senza posizioni difendibili fino a Vienna. Un contrattacco avrebbe richiesto l'impiego deciso del contingente francese, fino a quel momento relativamente poco impegnato, cosa che non era gradita al comandante supremo francese Coligny, ma che aveva l'appoggio sia del comandante dei principi tedeschi Holenhole sia dei comandanti in sottordine francesi La Feuillade e Beauvezé. Köprülü stava ammassando nell'ansa 4000 spahi, appoggiati da 10000 fanti, pronti a buttarsi nella breccia, quindi era necessario agire senza indugi. Appena arrestato l'attacco degli spahi tutto l'esercito di Montecuccoli mosse, alternando cavalleria e moschettieri, verso i fianchi della testa di ponte turca, la minaccia alle linee di ritirata e le sconfitte già subite dalla truppe scelte (giannizzeri e spahi) fece crollare le fanterie turche, che, nel tentativo di ritirarsi oltre la Raab si intralciarono a vicenda e perirono sia sotto l'attacco imperiale sia travolti dalle acque del fiume. Sul campo rimasero 15000 ottomani, fra cui tre pascià. Il bottino degli imperiali fu di 40 bandiere, oltre 1000 cavalli e cammelli e una grande quantità di equipaggiamento ed armi, compresa tutta l'artiglieria turca. Le perdite imperiali erano state di circa 2000 uomini fra morti e feriti.

### Aggiramento sulle due ali (Canne)

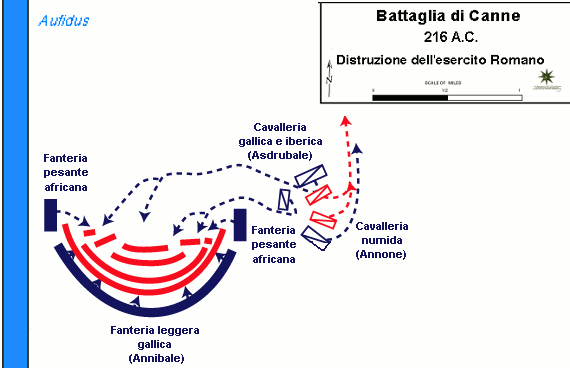
Battaglia di Canne 216 a.C. - Distruzione dell'esercito romano

Annibale, sulla base delle precedenti esperienze nelle battaglie contro i consoli romani, prevedeva che i Romani avrebbero tentato di sfondare il centro, tenuto da 19.000 tra Galli ed Iberici, approfittando della supremazia numerica (55.000 legionari e 25.000 socii). La risposta era quella di creare un centro flessibile che, inglobando la massa romana, ne avrebbe fortemente limitato la mobilità e quindi la spinta.
Come Annibale aveva previsto, i romani attaccarono il suo centro, ed i Galli presto dovettero soccombere e il centro si inflesse, assumendo una forma concava. Invece sulle ali la cavalleria, disposta in una formazione asimmetrica, l'ala destra di cavalleria numida di 3.600 unità con compiti di contenimento; l'ala sinistra, a nord-ovest di cavalleria pesante di 6.500 cavalieri con compiti di sfondamento, creando così una netta supremazia numerica e tattica sul fianco ovest, dove tra l'altro la cavalleria romana era pressata tra il fiume e le truppe romane in avanzata.
La cavalleria pesante di Annibale attaccò su tre direzioni successive: inizialmente distrusse la cavalleria romana sull'ala destra (romana), convergendo poi alle spalle della cavalleria alleata sull'ala sinistra e permettendo alla cavalleria numida di distruggerla; infine, dopo essersi riunita con questa, chiudendo la linea di ritirata con un attacco alle spalle della massa della fanteria romana.
Contemporaneamente, la fanteria pesante libica, iberica e celtica, che si trovava ai due lati estremi dello schieramento di fanteria cartaginese, si trovò nella condizione di poter operare una conversione verso il centro dello schieramento che la portò a chiudere i lati dello schieramento romano completando così l'accerchiamento.
Fu un massacro. Come riferì lo storico Livio i Cartaginesi si fermarono solo quando "furono stanchi di uccidere". Comunque, anche prendendo le stime più caute delle perdite, Roma perse 47500 fanti e 2700 cavalieri, inoltre furono catturati 19000 prigionieri, mentre riuscirono a salvarsi solo 15000 uomini (meno di un quarto del totale).

### Aggiramento strategico (Stalingrado)

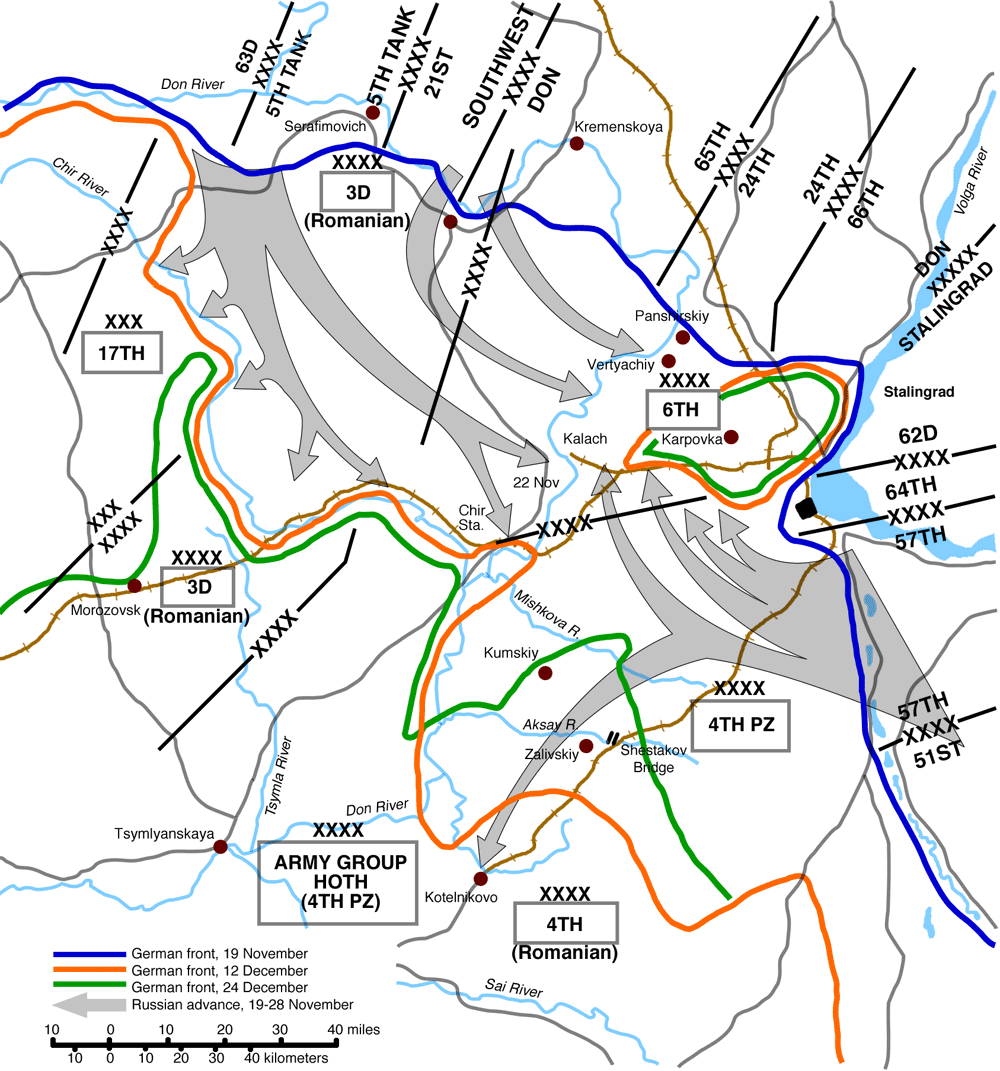
Battaglia di Stalingrado, accerchiamento strategico della 6ª Armata tedesca

La mattina del 19 novembre 1942 due "fronti" sovietici (equivalenti approssimativamente a due gruppi di armate tedeschi), il Fronte Sud Ovest (generale Nikolaj Vatutin) ed il Fronte del Don (generale Konstantin Konstantinovič Rokossovskij) attaccarono le forze rumene schierate sul Don a protezione delle retrovie della 6ª armata tedesca impegnata contro la 62ª  e la 64ª armata sovietiche (appartenenti al Fronte di Stalingrado del generale Andrej Ivanovič Erëmenko) che difendevano la importante città di Stalingrado. Ebbe così inizio la cosiddetta Operazione Urano.
L'attacco a nord della città (Fronte Sud Ovest), partendo dalla testa di ponte di Serafimovič travolse la 3ª armata rumena, aprendo un varco di 80 km nelle linee dell'Asse.  I corpi corazzati sovietici si lanciarono in avanti superando la resistenza nemica, respingendo i confusi contrattacchi delle riserve mobili tedesche e raggiungendo in pochi giorni le retrovie della 6ª Armata tedesca, mettendone in pericolo le linee di comunicazione. Mentre le colonne meccanizzate del Fronte Sud Ovest del generale Vatutin procedevano nella steppa in direzione di Kalač e dei ponti sul Don, il 20 novembre passarono all'attacco anche la 64ª, 51ª e 57ª armata del Fronte di Stalingrado; anche in questo settore le forze tedesco-rumene vennero rapidamente sconfitte e i carri armati sovietici avanzarono velocemente verso ovest per ricongiungersi con i reparti dell'Armata Rossa in rapido avvicinamento da nord-ovest.
Il congiungimento fra i corpi corazzati e meccanizzati del Fronte Sud Ovest (reparti del 4º Corpo corazzato del generale Andrej G. Kravčenko e del 26º Corpo corazzato del generale Aleksej G. Rodin)  e del Fronte di Stalingrado (unità del 4º Corpo meccanizzato del generale Vasilij Timofeevič Vol'skij) avvenne già il 23 novembre nella località di Sovetskij, completando in questo modo la rapidissima manovra di accerchiamento che avrebbe isolato in una grande sacca quasi 300.000 soldati tedeschi e impresso una svolta decisiva alla guerra sul fronte orientale. Alcuni storici hanno definito l'Operazione Urano, per le sue dimensioni e per la sua importanza militare e politica, la più grande manovra di accerchiamento di tutti i tempi
A questo punto l'unica speranza per la 6ª armata era di aprirsi un varco per ricongiungersi con le truppe tedesche ancora presenti sulla riva occidentale del Don, invece da Hitler in persona venne l'ordine di resistere a oltranza, mentre la Luftwaffe avrebbe provveduto al rifornimento logistico delle truppe. Il ponte aereo, tuttavia, fu in grado di fornire solo una quantità di viveri e materiale nettamente inferiore alle necessità dell'armata, la 6ª armata avrebbe avuto bisogno di 500 t di rifornimenti al giorno, mentre la Luftwaffe poteva trasportare un massimo di 300 t al giorno, ma solo in condizioni ottimali, e non nelle condizioni dei mesi invernali russi.
Agli inizi di dicembre il comandante della 6ª armata, generale Paulus, chiese nuovamente l'autorizzazione ad aprirsi un varco per ricongiungersi alle forze tedesche sul Don, ma gli venne nuovamente negata l'autorizzazione, nella speranza che il feldmaresciallo von Manstein riuscisse a collegarsi alle forze tedesche a Stalingrado, con l'operazione Wintergewitter (Tempesta invernale). Tuttavia la preponderanza delle forze di blocco sovietiche impedì alle forze di von Manstein di penetrare nel dispositivo sovietico, e le costrinse ad arrestarsi a circa 40 km dalle forze accerchiate. L'operazione, scattata il 12 dicembre, il 21 dicembre giunse a 40 km da Paulus, che non fu in grado di intervenire per realizzare il congiungimento a causa della mancanza di carburante. Lo sfondamento del fronte dell'8ª armata italiana a nord espose le forze di von Manstein ad essere accerchiate a loro volta, quindi le forze furono costrette a ripiegare alla vigilia di Natale.
La sorte della 6ª armata era segnata, con le temperature invernali della steppa russa ed i viveri che calavano inesorabilmente i tedeschi cominciarono a ridurre l'area della sacca, mentre gli aerei che portavano i rifornimenti sempre insufficienti ripartivano carichi di personale, l'ordine di evacuazione prevedeva, nell'ordine: feriti, generali Jäneke (ferito) e Steinmetz (gravemente ammalato), comandi divisionali (79ª, 94ª e 384ª divisione), alti ufficiali destinati ad altri incarichi, aspiranti (sottotenenti) del corpo di Stato Maggiore, comandanti, sottufficiali e specialisti di unità corazzate.  La sacca agli inizi di gennaio era lunga circa 30 km e profonda 50, il 9 gennaio i sovietici chiesero la capitolazione della 6ª armata, offrendo garanzie ai soldati tedeschi per "dopo la guerra", offerta respinta da Paulus dopo essersi consultato per radio con Hitler. Il giorno successivo iniziò quello che doveva essere l'attacco finale, il giorno 16 gennaio la sacca era lunga 25 km e profonda 14, il 25 gennaio cadde l'ultimo aeroporto e la 6ª armata fu divisa in due tronconi. Ormai, esaurite le munizioni, gli artiglieri sabotavano i pezzi per non farli cadere nelle mani del nemico, il 30 gennaio Paulus distrusse le trasmittenti del suo comando mentre i sovietici stavano disinnescando le mine che lo proteggevano, all'alba del 31 gennaio il capo di stato maggiore di Paulus iniziò le trattative per la capitolazione. Il 2 febbraio si arrese anche la sacca settentrionale, concludendo così la battaglia di Stalingrado.

## Vantaggi e svantaggi dell'aggiramento
L'aggiramento, in qualsiasi sua forma, è fondamentalmente un'azione offensiva o controffensiva, mirata essenzialmente al forzamento della situazione di stallo che si crea nella battaglia parallela, l'effetto dell'aggiramento è rilevante soprattutto dal punto di vista del morale delle truppe, in quanto un attacco improvviso da una direzione inaspettata fa ritenere all'attaccato di non avere più una ritirata facile come in presenza di un attacco frontale. D'altra parte è fondamentale, nella valutazione di una manovra aggirante, rendersi conto che è necessario dividere le proprie truppe in due masse separate, in genere incapaci di appoggiarsi a vicenda, pertanto un buon comandante nemico, con spirito di iniziativa, può concentrare tutte le sue forze contro una sola aliquota, battendo le due masse dell'esercito separatamente  quindi l'aggiramento del nemico non ha un significato in sé e per sé, ma unicamente in coordinazione con tutto il resto della situazione tattica/strategica. In particolare le azioni di aggiramento presuppongono una superiorità numerica o addestrativa delle truppe accerchianti.